# Cophotis dumbara
Cophotis dumbara là một loài thằn lằn trong họ Agamidae. Loài này được Samarawickrama, Ranawana, Rajapaksha, Ananjeva, Orlov, Ranasinghe & Samarawickrama mô tả khoa học đầu tiên năm 2006.